# IC 1366
IC 1366 ist eine Galaxie vom Hubble-Typ S im Sternbild Aquarius auf der Ekliptik. Sie ist schätzungsweise 654 Millionen Lichtjahre von der Milchstraße entfernt.
Das Objekt wurde am 26. September 1891 von Rudolf Spitaler entdeckt.